# 日本郵便 SUNDAY'S POST
『日本郵便 SUNDAY'S POST』（にっぽんゆうびん サンデーズポスト）は、2019年4月7日からTOKYO FM・JFN系列で放送されているトーク番組である。通称は「サンポス」。日本郵便の一社提供。

## 概要
パーソナリティの小山薫堂と宇賀なつみが、手紙の送り主からじっくり話を聞きながら、手紙を受け取る喜び、手紙を送るワクワク感、手紙に詰まった想いを、ラジオを通して全国に届ける番組である。宇賀としては、テレビ朝日退職後初めてのレギュラー番組となった。
番組へのメッセージについては、原則として郵便でのみ受け付けており、電子メール・FAXでは受け付けていない。また、番組の公式Twitterは開設されているが、同様の理由からダイレクトメールは受け付けていない。
毎週ゲストに対して、小山薫堂と宇賀なつみが対談形式のトークを行い、その最後にゲストが書いてきた『いま、想いを伝えたい方』に宛てた手紙をゲスト自らが朗読する。続いて番組宛てに届いた聴取者からのメッセージを紹介し、エンディングというのが基本の流れである。
その番組エンディングでは全国各地の郵便局員1名が録音にて出演をして、様々なエピソードを語り、最後には郵便局員が番組タイトルをコールした後に、宇賀が「この番組はそんな○○さん（苗字）が働く日本郵便の提供でお送りしました」と提供読みをして番組が終わる（公式サイト内各放送日の「今週の後クレ」も参照）。
また、ゲストを呼ばない回は「音の風景印」という、サンデーズポストのマイクが地方へ赴き、そこで暮らす人々の声や、その地方でのみ聞かれる音を届けるという回が放送される。

## 出演者
- 小山薫堂[1][6]
- 宇賀なつみ[1][6]
- 花澄（ナレーション）

## 主な企画
1日郵便局長
番組第1回の2019年4月7日の放送の際、ゲストとして出演した日本郵便社長（当時）の横山邦男とのトークの中で、出演者の宇賀なつみと同姓の「宇賀郵便局」（山口県下関市、読みは「うか」）で1日郵便局長のアイデアが出ることとなった。このアイデアを元に、かもめーる発売日の同年5月30日に同郵便局で宇賀は1日郵便局長を務めた（同年6月9日に放送）。また、同年11月27日には秋田中央郵便局（秋田県秋田市）でもこの番組の企画として一日郵便局長を務めている（同年12月22日に放送）。

## 公開収録
| 収録日         | 市町村             | 会場                           | 放送日              |
| -------------- | ------------------ | ------------------------------ | ------------------- |
| 2023年11月3日  | 大分県由布市       | 由布院駅アートホール           | 2023年11月26日      |
| 2024年11月30日 | 大分県別府市       | トキハ別府店 ブルーテラス      | 2024年12月8日・15日 |
| 2025年3月16日  | 熊本県熊本市中央区 | 花畑広場「くまモン誕生祭」会場 | 2025年3月23日       |

## テーマ曲
- エンディング… 古澤巌「めぐり逢い」 （エイベックス・マーケティング）

## ネット局
- JFN系38局フルネット 日曜日 15:00 - 15:50[1]